# Naprudnik
Naprudnik je priimek več znanih Slovencev:
- Milan Naprudnik (1927 - 2021), geodet
- Zoran Naprudnik (1924 - 2000), slavist, med začetniki evropohodništva na Slovenskem (Naprudnikova pot - E-7)